# Vierzy
Vierzy é uma comuna francesa na região administrativa de Altos da França, no departamento de Aisne. Estende-se por uma área de 12,73 km². Em 2010 a comuna tinha 430 habitantes (densidade: 33,8 hab./km²).